# Mabi Mulumba
Evariste Mabi Mulumba (ur. 22 kwietnia 1941) – kongijski (zairski) polityk i ekonomista.
Ukończył studia na Uniwersytecie w Liège, jest profesorem ekonomii. Od 1986 do 1987 minister finansów i szef Izby Obrachunkowej, Pierwszy komisarz (premier) Zairu od 22 stycznia 1987 do 7 marca 1988. Obecnie zasiada na czele komitetu ds. gospodarki i dobrego zarządzania w Senacie. W 2008 ubiegał się o stanowisko premiera.